# U-73 (1940)

El U-73 o Unterseeboot 73 fue un submarino alemán de la Kriegsmarine, correspondiente al Tipo VIIB, operativo durante la Segunda Guerra Mundial.
Fue botado el 27 de julio de 1940. Su logro más destacado fue el hundimiento del portaaviones británico HMS Eagle, el 20 de abril de 1941. Fue hundido el 16 de diciembre de 1943 en el Mediterráneo, cerca de Orán, en la posición 36.07N, 00.50W, por cargas de profundidad lanzadas por los destructores estadounidenses USS Woolsey y USS Trippe, muriendo 16 tripulantes y logrando sobrevivir 34. Los supervivientes, incluyendo al comandante Horst Deckert, fueron recogidos por el destructor USS Edison y llevados como prisioneros de guerra a Orán.
En sus diecisiete patrullas realizadas, logró hundir ocho buques con un total de 43 945 toneladas de registro bruto y dañar a siete buques con un total de 45 875 toneladas de registro bruto.